# كولن برانش
كولن برانش (بالإنجليزية: Colin Branch)‏ هو لاعب كرة قدم أمريكية أمريكي، ولد في 2 مارس 1980 في سينسيناتي في الولايات المتحدة.